# Giulio Cesare Fangarezzi
Giulio Cesare Fangarezzi (Stuffione, 10 settembre 1815 – Bologna, 28 marzo 1871) è stato un avvocato, giornalista e scrittore italiano.

## Biografia
Giulio Cesare Fangarezzi nacque a Stuffione, ora parte del comune di Ravarino, allora di Nonantola. La sua vita si svolse però a Bologna, nella cui Alma Mater conseguì la laurea in giurisprudenza nel 1837 e dove svolse la professione di avvocato. Nel 1843 sposò la giovane Clotilde Bertelli, promettente pianista e musicista.

### Impegno politico e scelta di campo
Nel contesto della Primavera dei popoli, il papa Pio IX promulgò lo Statuto fondamentale pel Governo temporale degli Stati di Santa Chiesa il 14 marzo 1848. In Bologna, capoluogo dell'omonima Legazione si formò un partito politico parlamentare di uomini fedeli al papa e sinceramente intenzionati a collaborare all'impresa costituzionale e alle riforme di governo e amministrazione, senza dimenticare l'indipendenza nazionale dell'Italia, che intendevano raggiungere con le fasi successive di unione prima doganale e poi federale tra i diversi Stati italiani. Questo partito fu detto dei costituzionali pontifici e comprendeva Marco Minghetti, Rodolfo Audinot, l'avvocato Andrea Pizzoli, l'avvocato Clemente Giovanardi, l'avvocato Giulio Cesare Fangarezzi, il conte Filippo Agucchi, il professore Antonio Montanari, il dottor Luigi Frati. Tale partito si espresse nel periodico L'Unità, del quale erano condirettori Luigi Frati, Francesco Bianconcini e Giulio Cesare Fangarezzi. Tuttavia con l'assassinio di Pellegrino Rossi, la Repubblica Romana, l'allontanamento del papa e il suo successivo rientro a Roma il 12 aprile 1850, lo Statuto fu abrogato e fu sancito il naufragio dell'esperimento costituzionale pontificio. Vari esponenti di quel partito scelsero di rimanere fedeli al papa: tra di essi Fangarezzi, che in quegli ultimi anni di governo papale fu anche consigliere di Legazione.

### Giornalista e direttore
Insieme a Marcellino Venturoli, Giambattista Casoni e Giovanni Acquaderni nel 1856 fondò il settimanale politico bolognese L'Osservatore Bolognese, che posero sotto la direzione di don Francesco Battaglini, successivamente vescovo di Rimini e infine cardinale arcivescovo di Bologna. Tra 1859 e 1860 partecipò alla fondazione del periodico L'Eco di Bologna - poi Eco di Romagna -. Scrisse per Il Patriota cattolico, l'Albo cattolico, le Piccole letture cattoliche e Il Conservatore. Dell'Eco e del Conservatore fu anche direttore.

### L'attività nell'associazionismo cattolico
Fu presidente delle Conferenze di San Vincenzo de' Paoli, dell'Associazione Cattolico-Italiana per la difesa della libertà della Chiesa in Italia, dell'Opera per la redenzione dei chierici poveri dalla leva militare. L'Associazione Cattolico-Italiana fu la prima associazione cattolica laicale, cioè non direttamente dipendente dalla gerarchia cattolica, iniziando a indicare la strada che avrebbe preso il movimento cattolico. In seguito alle leggi Crispi, per il ruolo ricoperto nell'Associazione Cattolico-Italiana nel 1866 fu prima incarcerato e poi posto agli arresti domiciliari, infine esulò in Svizzera, dove scrisse il romanzo Elisa di Monfort. Collaborò alla creazione della Società della Gioventù Cattolica Italiana, della quale fece parte il figlio Giovanni, la quale segnò l'inizio dell'Azione cattolica.
Negli ultimi anni fu consulente per le questioni relative alla stampa cattolica e membro della commissione per la solenne funzione in occasione dell'apertura del Concilio Vaticano I. Fu membro della Società agraria di Bologna e amministratore del primo ospedale pediatrico di Bologna, l'Ospedalino.
Morì a Bologna il 28 marzo 1871.

## Opere a stampa
- Voto per la verità relativo alle divergenze suscitate da alcuni cointeressati della società costituita in S. Pietro Capo Fiume per la fabbricazione dell'attuale teatro, intorno al senso in cui devesi intendere lo scruttinio rispetto ai diversi caratanti, Tip. dell'ancora, Bologna 1841.
- Come possa migliorarsi la condizione de' nostri contadini nell'interesse dell'agricoltura e della società. Memoria del Socio Ordinario Avv. Giulio Cesare Fangarezzi Letta nella Seduta del 23 Gennaio 1852, in «Memorie lette nelle adunanze ordinarie della Società agraria della provincia di Bologna», vol. 7 (1852-1853), pp. 143–160.
- Intorno alla necessità d'una riforma delle scienze economiche.
- La Certosa, in Albo a memoria dell'augusta presenza di Nostro Signore Pio IX in Bologna l'estate dell'anno 1857. Strenna pel 1858 e 1859, Tip. gov. della Volpe e del Sassi, Bologna 1858, pp. 43-49.
- Elisa di Montfort. Racconto originale dell'avvocato Giulio Cesare Fangarezzi bolognese, Libreria dell'Immacolata, Bologna 1868, 2 voll.:
  - Vol. I
  - Vol. II

Scritti d'occasione:
- Per le nozze del signor dottore Giovanni Sabbatini colla signora Adelina Berselli modenesi, Tipografia di Giuseppe Tiocchi, Bologna 1840.
- Nelle faustissime nozze della signora Irene Fabri col signor dotore Francesco Collina, Fond. e Tip. Gov. alla Volpe, Bologna 1844.
- In morte di Cristina Zucchini, Tipografia Sassi nelle Spaderie, Bologna 1851.
- Per le nozze Frati-Busatti, Tipi Sassi nelle Spaderie, Bologna 1851, 27 p., con Massimiliano Martinelli ed Enrico Sassoli.
- Cenni necrologici intorno al conte Petronio Malvasia, Regia Tipografia, Bologna 1864.